# Islandia na Zimowych Igrzyskach Paraolimpijskich 2010
Reprezentację Islandii na Zimowych Igrzyskach Paraolimpijskich 2010 reprezentowała jedna zawodniczka, startująca w narciarstwie alpejskim.

## Kadra

### Narciarstwo alpejskie
- Erna Fridriksdottir - osoby na wózkach